# Пол Барас
Пол Франсоа Жан Николас, виконт Бараса (фр. Paul François Jean Nicolas, vicomte de Barras, Paul Barras; Фокс Амфу, 30. јун 1755 — 29. јануар 1829) је био француски политичар из периода Француске револуције. Један је од организатора Термидорске реакције. Обављао је функцију директора у периоду од 1794. до 1799. године. Једина је личност која се на том месту задржала током читавог постојања Директоријума.

## Биографија
Барас потиче из племићке породице из Провансе. Рођен је Фокс Амфуу у данашњем департману Вар. Са шеснаест година ушао је у регименту Лангдока. Године 1776. послат је у Француску Индију. Успео је да доплови до Пондишерија и да допринесе одбрани тог града у другом Англо-мајсорском рату. Британци ипак успевају да заузму град 1778. године. Француском гарнизону је допуштена евакуација те се Барас вратио у Француску. Учествовао је у другој експедицији француске флоте која је напала индијске воде 1782/3. године под командом Пјера Андреа Суфрена. Присталица је Француске револуције 1789. године. Постављен је за једног од управитеља департмана Вар. Јуна 1792. године заузео је своје место у високом националном суду Орлеана. По избијању Француских револуционарних ратова, Барас је постављен за комесара француске војске која је напала Сардинију. Залагао се за погубљење краља Луја XVI (1793). Међутим, током жирондинске владавине, Барас је углавном одсутан из Париза због задатака у југоисточним деловима Француске. Приликом опсаде Тулона, Барас је упознао Наполеона Бонапарту. Када је касније Барас постао један од петорице директора, поставио је Наполеона за пешадијског генерала италијанске армије. Свој успон Наполеон Бонапарта дугује управо Полу Барасу.
Пол Барас је био један од главних организатора и учесника Термидорске реакције током које су 27. јула 1794. године збачени јакобинци на челу са Максимилијаном Робеспјером, Сен-Жистом и Кутоном. Узео је учешћа у гушењу ројалистичког устанка 13. вандемијера 4. године Републике (5. октобар 1795). Након Наполеоновог државног удара, Барас је постављен за једног од петорице директора. Барас је био у тајној вези са Жозефином Бонапарте. Помогао је у склапању њеног брака са Наполеоном. Следеће године именовао је Бонапарту за команданта Италијанске армије. На овом месту, Бонапарта је сменио Бартелеми Шерера. Током Наполеоновог државног удара 18. бримера 8. године Републике, Барас је остао неутралан. Због тога је збачен са власти. Директоријум је укинут, а уведен је Француски конзулат.
Током своје петогодишње владавине, Барас је прикупио велико богатство које му је омогућило да остатак живота проведе у луксузу. Живео је у егзилу у Бриселу и Риму. Ухапшен је 1810. године у Монпељеу, а ослобођен је после пада Француског царства. Умро је у Паризу 1829. године. Сахрањен је на Пер Лашезу.